# 호안 바스케스 (1998년)
호안 펠리페 바스케스 이바라(스페인어: Johan Felipe Vásquez Ibarra, 1998년 10월 22일 ~ )는 멕시코의 축구 선수로 현재 이탈리아 세리에 A의 제노아 CFC에서 수비수로 활동하고 있으며 2020년 하계 올림픽 동메달리스트이다.